# Sartène (piève)
Sartène est une ancienne piève de Corse. Située dans le sud de l'île, elle relevait de la province de Sartène sur le plan civil et du diocèse d'Ajaccio sur le plan religieux.

## Géographie
La piève de Sartène s'étendait de la côte méridionale du golfe de Propriano à la vallée de l'Ortolo et couvrait le territoire des villes et villages actuels suivants :
- Belvédère-Campomoro ;
- Bilia ;
- Foce-Bilzese ;
- Giuncheto ;
- Granace ;
- Grossa ;
- Sartène ;
- Tivolaggio.

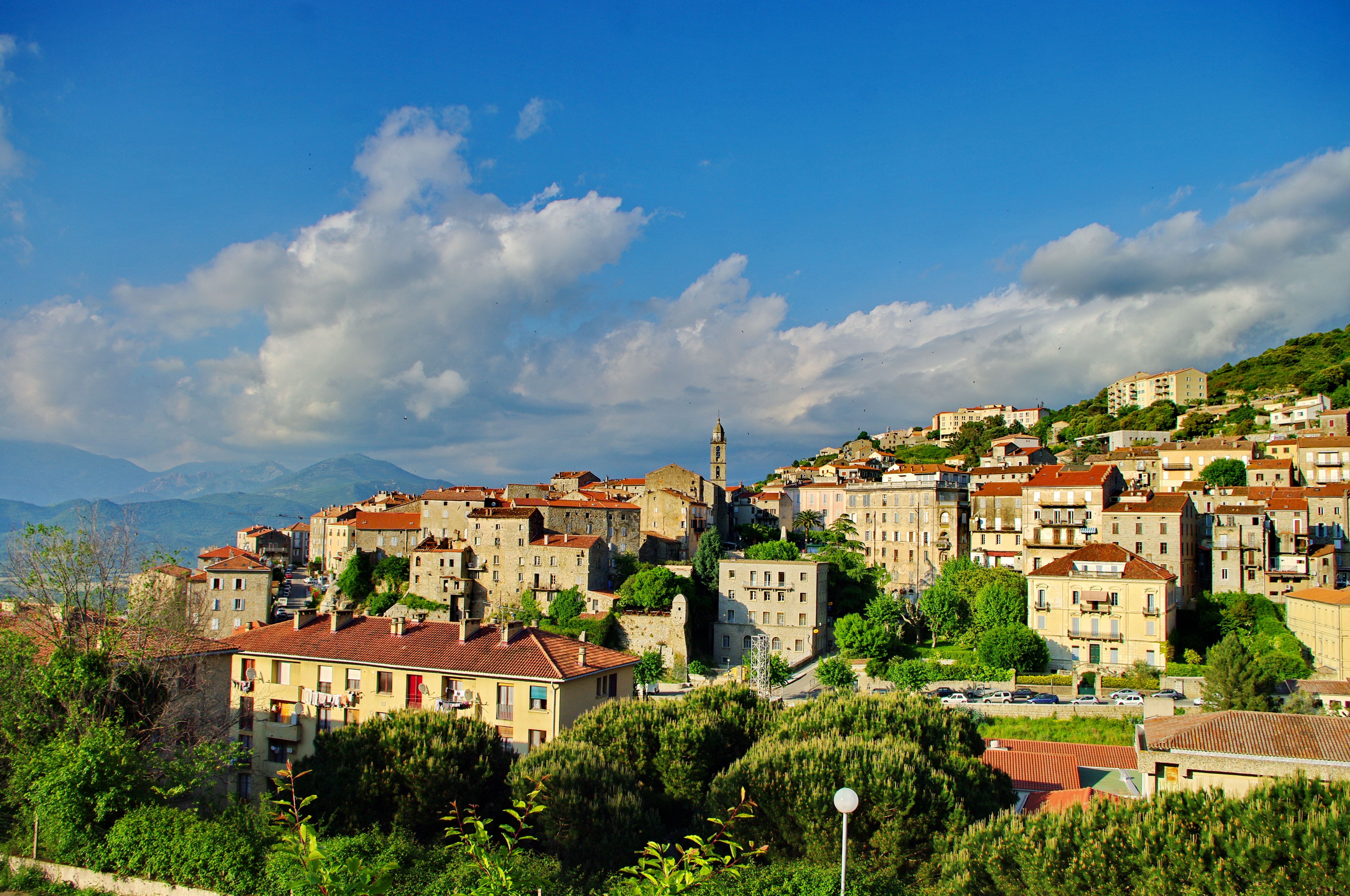
Sartène.
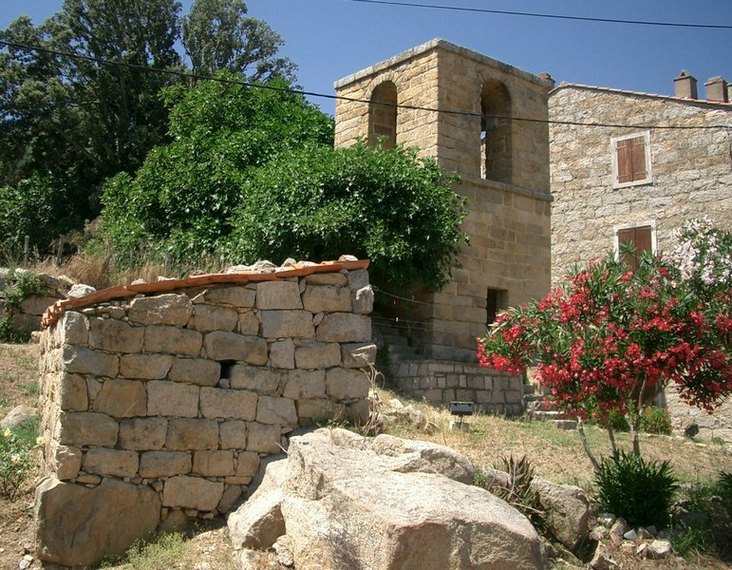
Grossa.
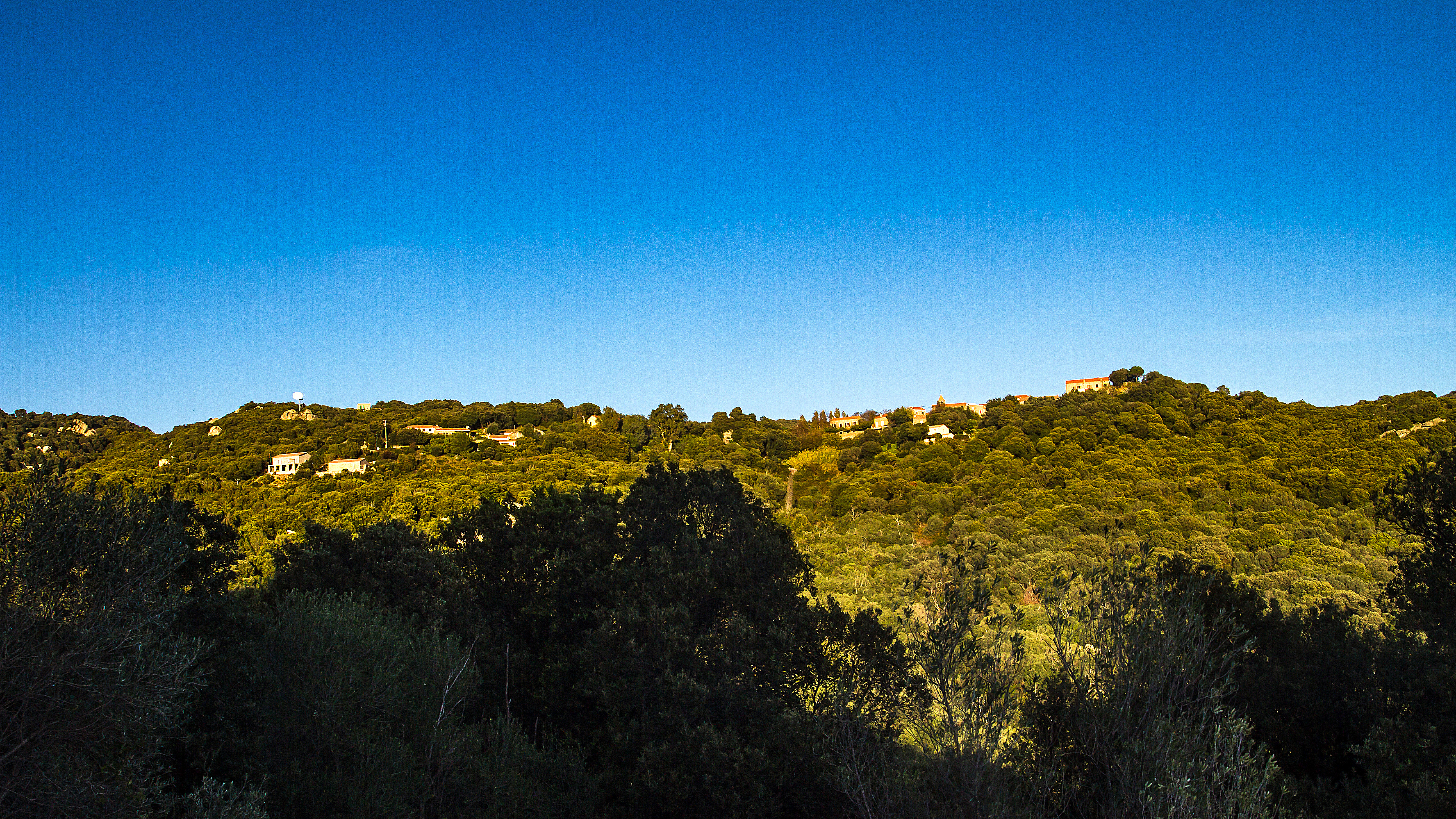
Giuncheto.

Les pièves limitrophes de Sartène sont :

## Histoire